# Les Conquérants d'un nouveau monde
Pour plus de détails, voir Fiche technique et Distribution.
 (août 2025).
Si vous disposez d'ouvrages ou d'articles de référence ou si vous connaissez des sites web de qualité traitant du thème abordé ici, merci de compléter l'article en donnant les références utiles à sa vérifiabilité et en les liant à la section « Notes et références ».
Les Conquérants d'un nouveau monde (Unconquered) est un film américain réalisé par Cecil B. DeMille tourné en Technicolor, sorti en 1947.

## Synopsis
1763, en Angleterre : une jeune Anglaise, Abigail Martha Hale, est condamnée à quatorze années de déportation, comme esclave dans les colonies d’Amérique du Nord pour avoir tué un officier de la Royal Navy en cherchant à empêcher que son frère, malade, ne soit enrôlé de force au titre de la presse. Sur le navire qui l'amène dans le Nouveau Monde, elle fait la connaissance du capitaine Christopher Holden, officier de la milice et authentique patriote. Sur le bateau qui l'amène en Virginie, elle est vendue aux enchères. L'offre la plus élevée est celle du capitaine Holden. Celui-ci lui rend la liberté, au grand dépit du trafiquant d’armes Martin Garth, un dur à cuire, qui voulait garder pour lui la jeune femme. Holden est au courant des tractations de Garth avec les Indiens ; il se prépare à épouser Hannah, la fille du chef des Senneccas. Garth joue un rôle essentiel dans la « conspiration de Pontiac », qui consacra le regroupement de dix-huit tribus amérindiennes sous l'autorité du chef des Ottawa qui avait comme objectif de chasser les colons britanniques des territoires indiens. Garth attise la haine des Indiens envers les colons Anglais en leur vendant des armes. Garth use de subterfuge et finit par discréditer Holden, qui est accusé de félonie et de désertion. Il est finalement condamné à mort. Abigail qu'il a déjà arraché aux indiens l'aide à gagner le fort Pitt pour prévenir les colons de l'arrivée des amérindiens. Holden en profite pour regrouper des soldats du fort avec lesquels il réussit à mater la rébellion.

## Fiche technique
- Titre : Les Conquérants d'un nouveau monde
- Titre original : Unconquered
- Réalisation : Cecil B. DeMille, assisté d'Arthur Rosson
- Scénario : Charles Bennett, Fredric M. Frank et Jesse Lasky Jr. d'après le roman Unconquered : A Novel of the Pontiac Conspiracy publié en 1947 par Neil H. Swanson (1896-1983).
- Musique : Victor Young
- Photographie : Ray Rennahan
- Effets visuels : collaborateurs divers, dont Devereaux Jennings (crédité Devereux Jennings) et Gordon Jennings
- Montage : Anne Bauchens
- Direction artistique : Hans Dreier et Walter H. Tyler
- Costumes : Gwen Wakeling
- Chorégraphe : Jack Crosby
- Producteur : Cecil B. DeMille
- Société de distribution : Paramount Pictures
- Pays de production : États-Unis
- Langue : anglais
- Format : couleur (Technicolor) – 35 mm – 1,37:1 – mono (Western Electric Recording)
- Genre : Western
- Durée : 146 minutes
- Dates de sortie : 
  - États-Unis : 24 septembre 1947 (première), 10 octobre 1947 (sortie nationale)
  - France : 4 mai 1950 (Paris), 26 mai 1950 (sortie nationale)

## Distribution
- Gary Cooper (V.F : Richard Francœur) : le capitaine Christopher Holden, un milicien de Virginie qui s'éprend d'une émigrante anglaise
- Paulette Goddard (V.F : Madeleine Briny) : Annie/Abigail Martha Hale, une femme injustement condamnée à la relégation dans les colonies
- Howard Da Silva (V.F : Stéphane Audel) : Martin Garth, un odieux trafiquant
- Boris Karloff (V.F : Stéphane Audel) : Guyasuta, chef des Senecas
- Cecil Kellaway (V.F : Jacques Berlioz) : Jeremy Lover
- Ward Bond (V.F. : Pierre Morin) : le forgeron John Fraser
- Virginia Campbell (V.F : Lita Recio) : Madame John Fraser
- Katherine DeMille (V.F : Paula Dehelly)  : Hannah, la femme indienne de Garth
- Henry Wilcoxon (V.F : Jean-Henri Chambois) : le capitaine Steele
- Charles Aubrey Smith (V.F : Henry Valbel) : le président du tribunal
- Victor Varconi (V.F : Jean Mauclair) : le capitaine Simeon Ecuyer
- Virginia Grey (V.F : Marie Francey) : Diana
- Lloyd Bridges : le lieutenant Hutchins, défenseur d'Holden
- Mike Mazurki (V.F : Jean Clarieux) : Dave Bone, l'homme de main de Garth
- Porter Hall (V.F : Camille Guérini) : Leach, le marchand d’esclaves
- Leonard Carey (V.F : Georges Chamarat) :	Jeremiah Dixon, l'astronome londonien
- Gavin Muir (V.F : Maurice Dorléac) : le lieutenant Fergus Mc Kenzie
- Ninetta Sunderland : Madame Pruitt
- Rus Conklin (V.F : Georges Chamarat) : Mamaultie, l'indien
- Olivier Thorndike  (V.F : Roger Rudel) : le lieutenant Baillie
- Arthur Blake
- Alan Napier (V.F : Christian Argentin) : Sir William Johnson
- Robert Warwick : Pontiac, le chef des Indiens Ottawa
- Marc Lawrence : le sorcier Sioto
- Griff Barnett : Frère Andrews de Pennsylvanie
- Clarence Muse : Jason
- John Mylong : le colonel Henry Bouquet
- Iron Eyes Cody : Red Corn
- Paul E. Burns : Dan McCoy
- Davison Clark : M. Carroll

Acteurs non crédités
- Mimi Aguglia : une squaw
- William Bailey : un villageois
- Walter Baldwin : un villageois
- Chef John Big Tree : un Indien
- Lane Chandler : un membre de la cour martiale
- Clancy Cooper : une sentinelle
- Frank Hagney : le barman Jake
- Si Jenks : un fermier à la foire
- Noble Johnson : le grand indien Ottawa tué à Gilded Beaver
- Crauford Kent : un chapelain
- Hope Landin : la mère de Joshua
- John Miljan : le procureur de la cour martiale
- Tonio Selwart : un enchérisseur sur le marché aux esclaves

## Accueil du film
De nouveau, Cecil B. DeMille se consacre à l'illustration d'épisodes de l'histoire américaine. Aux côtés de Gary Cooper, Paulette Goddard, Boris Karloff et la fille adoptive du metteur en scène participent au film. En dépit des défauts qu'il présente, en particulier sa vision raciste des Indiens, la manière avec laquelle DeMille traite le sujet donne comme d'habitude un excellent résultat.
Time Magazine a parlé d'une exaltation, en Technicolor et au prix de 5 millions de dollars, par DeMille le Magnifique, de la virilité de Gary Cooper, de la féminité de Paulette Goddard et de l'esprit pionnier américain.

## Récompenses
Une séquence particulièrement spectaculaire montre Cooper et Goddard franchissant des rapides en canoë ; cette scène valut au technicien responsable des effets spéciaux d’être nommé pour l’Oscar des meilleurs effets visuels.